# پرچم گویان
پرچم گویان برای اولین بار در ۱۹۶۶ به رسمیت شناخته شد. به‌عنوان پرچم ملی شناخته می‌شود و همچنین دارای تناسب ۳:۵ می‌باشد. این پرچم دارای سه رنگ قرمز و زرد و سبز می‌باشد.